# Шостий клас
В системах освіти Англії, Північної Ірландії, Уельсу, Ямайки та деяких інших країн Співдружності шостий клас — це останні два роки середньої освіти, де учням від 17 до 18 років. Учні зазвичай готуються до іспитів рівня A або до еквівалентних іспитів, таких як IB або Pre-U . В Англії, Уельсі та Північній Ірландії термін Key Stage 5 має таке саме значення. Це стосується лише академічної освіти, а не професійно-технічної.

## Англія та Уельс
Шостий клас описує два шкільні роки, які багато шкіл називають Lower Sixth (L6) і Upper Sixth (U6). Термін зберігся з попередніх умов найменування, які використовувалися як у державних, так і в незалежних шкільних системах.
У державному секторі Англії та Уельсу учні перших п'яти років середньої школи були поділені на когорти, визначені за віком, відомі як форми (вони історично стосувалися довгих лав без спинок, на яких ряди сиділи учні в класі). Учні почали свій перший рік навчання в середній школі в першому класі або на першому курсі; це навчальний рік, коли до 31 серпня учням зазвичай виповнюється 12 років. Щороку учні підвищувалися на один клас, перш ніж вступати до п'ятого класу в навчальному році, коли до 31 серпня їм виповнюється 16 років. Ті, хто залишився в школі, щоб вчитися на Рівень А, перейшли до шостого класу, який поділявся на Lower Sixth і Upper Sixth .
У державному секторі система була змінена у 1990—1991 навчальному році, і шкільні роки тепер нумеруються послідовно, починаючи з початкової школи. 1 рік є першим роком початкової школи після прийому. Перший рік навчання в середній школі — 7 клас. Нижній шостий (перший рік шостого класу) — це 12 рік, а верхній шостий (другий рік шостого класу) — 13 рік . Державні (платні) школи, а також деякі державні школи, як правило, використовують стару систему нумерації.

## Північна Ірландія
У Північній Ірландії еквівалентом Reception є «P1», а еквівалентом англійського Year 1 «P2», тоді як перший рік середньої школи відомий як Year 8 або first year (а не Year 7, як в Англії), і після цього Нижній і Верхній шостого є роками 13 та 14 роками відповідно.

## Шотландія
У шотландській системі освіти останній рік навчання відомий як шостий рік або S6 . Протягом цього року студенти зазвичай вивчають курси Advanced Higher та/або Higher із широкого спектру предметів, складаючи іспити SQA наприкінці S5 та S6. Учні в Шотландії можуть виїхати, коли їм виповниться 16 років.
Кандидатам не обов'язково проходити шостий рік, якщо вони бажають вступити до шотландського університету, оскільки вони отримали об'єктивні оцінки за S5 і можуть подавати документи та бути прийнятими, хоча це залежить від успішної здачі іспитів. Однак переважна більшість шотландських студентів повертаються на S6, якщо вони планують відвідувати університет. Деякі англійські університети також прийматимуть шотландських студентів, які отримали адекватні вищі оцінки за S5. У грудні 2008 року було оголошено, що з 2010 року UCAS збільшить кількість балів, які присуджуються тим, хто досягне Highers і Advanced Highers.

## Ямайка
У системі освіти Ямайки шостий клас описує два шкільні роки, які називаються Lower Sixth (6B) і Upper Sixth (6A), або класи 12 (нижчий) і 13 (вищий), у багатьох школах учні віком 17 або 18 років до 31 жовтня.
Шостий клас — це необов'язкова дворічна програма поглибленого навчання після середньої школи, наприкінці якої студенти складають CAPE (Карибські іспити на підвищення кваліфікації). Це еквівалент іспитів рівня GCE A, які були стандартом до 2003 року. Деякі студенти все ще вирішують здавати A-levels, якщо вони бажають, але при цьому вони все одно повинні відповідати основним предметним вимогам/групам CAPE. Іспити CAPE та A-level значно складніші, ніж іспити, складені в кінці середньої школи, і часто вважаються складнішими, ніж більшість іспитів, які студенти коли-небудь складатимуть в університеті. Студенти зазвичай обирають від трьох до п'яти предметів із GCSE /CAPE, які вони щойно склали.

## Інші країни
В Республіці Ірландія останній рік навчання в середній школі називається шостим роком. Шостого класу як такого не існує, але існує подібна концепція під назвою старший цикл, де учні шкіл віком від 16 до 19 років готуються протягом останніх двох років до іспиту на атестат про закінчення.
У деяких середніх школах Барбадосу та Тринідаду і Тобаго шостий і сьомий класи називаються нижнім і верхнім шостим відповідно.
В Індії та Непалі це частина «+1 і +2» освітньої системи «10+2». В Індії це також називають «проміжним», «доуніверситетським» у державній раді Карнатака та «молодшим коледжем» у державній раді Махараштра, у дошці cbse «+1 і +2».
Подібним чином, термін шостий клас також використовується для визначення останніх двох років навчання перед вступом до університету на Мальті .
У Малайзії шостий клас відомий як «Tingkatan 6» і триває три семестри.
Однак у Сінгапурі еквівалент шостого класу коледжу буде називатися молодшим коледжем, де учні отримують свої рівні Cambridge GCE A-levels через два роки. До 1990-х років ці два роки були відомі як «Доуніверситетський» (Pre-U) 1 і 2.
У Новій Зеландії, за старою системою класів, стандартів і юніорів, шостий клас був еквівалентом 12 класу в сучасній системі. 13 клас був відомий як сьомий клас. Австралія також іноді використовує термін для 12 року, хоча австралійський рік 12 еквівалентний Новозеландському року 13 / сьомий клас і старший шостий у Великій Британії / Рік 13.